# Enrico Musolino
Enrico Musolino (Milano, 29 agosto 1928 – Milano, 14 febbraio 2010) è stato un pattinatore di velocità su ghiaccio italiano.

## Biografia
Nato nel 1928 a Milano, a 19 anni partecipò ai Giochi olimpici di Sankt Moritz 1948 nelle gare dei 500, 1500 e 5000 m, piazzandosi rispettivamente 32º in 46"5, 32º in 2'30"5 e 36º in 9'32"3.
4 anni dopo prese parte di nuovo alle Olimpiadi, quelle di Oslo 1952, nei 500 e nei 1500 m, arrivando 25º in 45"9 nel primo caso e 31º in 2'30"7 nel secondo.
Morì nel 2010, a 81 anni.